# Episodi di Under the Dome (prima stagione)
La prima stagione della serie televisiva Under the Dome è stata trasmessa in prima visione assoluta dalla rete televisiva statunitense CBS dal 24 giugno al 16 settembre 2013.
In Italia, la stagione è andata in onda in prima visione assoluta dal 14 luglio al 9 ottobre 2013 su Rai 2 e Rai HD.
Durante questa stagione escono dal cast principale Jolene Purdy, Aisha Hinds e Jeff Fahey.
| nº | Titolo originale      | Titolo italiano       | Prima TV USA      | Prima TV Italia   |
| -- | --------------------- | --------------------- | ----------------- | ----------------- |
| 1  | Pilot                 | La cupola             | 24 giugno 2013    | 14 luglio 2013    |
| 2  | Into the Fire         | Dentro al fuoco       | 1º luglio 2013    | 21 luglio 2013    |
| 3  | Manhunt               | Caccia all'uomo       | 8 luglio 2013     | 28 luglio 2013    |
| 4  | Outbreak              | Epidemia              | 15 luglio 2013    | 4 agosto 2013     |
| 5  | Blue on Blue          | Fuoco amico           | 22 luglio 2013    | 11 agosto 2013    |
| 6  | The Endless Thirst    | La sete               | 29 luglio 2013    | 18 agosto 2013    |
| 7  | Imperfect Circles     | Cerchi imperfetti     | 5 agosto 2013     | 1º settembre 2013 |
| 8  | Thicker Than Water    | Il sangue non è acqua | 12 agosto 2013    | 15 settembre 2013 |
| 9  | The Fourth Hand       | La quarta mano        | 19 agosto 2013    | 25 settembre 2013 |
| 10 | Let the Games Begin   | Giochi pericolosi     | 26 agosto 2013    | 2 ottobre 2013    |
| 11 | Speak of the Devil    | Parla del Diavolo     | 2 settembre 2013  | 7 ottobre 2013    |
| 12 | Exigent Circumstances | Stato di emergenza    | 9 settembre 2013  | 8 ottobre 2013    |
| 13 | Curtains              | Sipario               | 16 settembre 2013 | 9 ottobre 2013    |

## La cupola
- Titolo originale: Pilot
- Diretto da: Niels Arden Oplev
- Scritto da: Brian K. Vaughan

### Trama
Dale Barbara, detto "Barbie", è un reduce dell'esercito statunitense, arrivato alla città di Chester's Mill per riscuotere un debito contratto da Peter Shumway. Arrivato al luogo dell'incontro (uno chalet), Barbie si trova di fronte l'uomo che minaccia di sparargli. Lui per difendersi gli ruba la pistola. Peter sta per saltargli addosso ma viene colpito. Barbie si convince di essere un assassino e decide di seppellire nel bosco il corpo di Peter. Quando sta per andarsene, dopo aver sentito uno strano boato, si rende conto che la città è avvolta da un campo di forza impenetrabile: una cupola. Anche tutti gli abitanti di Chester's Mill se ne rendono conto. Un aereo va a schiantarsi contro la cupola e Barbie senza pensarci due volte salva un ragazzino dai detriti in caduta dell'aereo. Il ragazzino è Joe McAlister. Lo sceriffo Duke, che ha un pacemaker al cuore, muore quando tocca la cupola. La cittadina, impaurita, teme che questa cupola possa far loro del male. Barbie allora, imprigionato all'interno della città, riceve aiuto da Julia Shumway, che scoprirà essere la moglie dell'uomo che aveva appena ucciso, la quale gli propone di alloggiare a casa sua ignorando che il marito sia morto. Intanto a Chester's Mill, Barbie conosce il reverendo Coggins, e il misterioso consigliere comunale James Rennie detto "Big Jim". Durante un pasto al bar "La tavola calda" appartenente ad un'indaffarata donna anziana di nome Rose, Barbie conosce Angie McAlister. Quest'ultima lavora come cameriera in quel bar. Barbie fa anche conoscenza del DJ Phil Buschey che in segreto ama l'ingegnere radiofonica Dodee Weaver.
- Guest star: Samantha Mathis (Alice Calvert), Mackenzie Lintz (Elinore "Norrie" Calvert-Hill), Beth Broderick (Rose Twitchell), Dale Raoul (Andrea Grinell).
- Ascolti USA: telespettatori 13.530.000 – share (18–49 anni) 9%[4]
- Ascolti Italia: telespettatori 1.822.000 – share 9,52%[5]

## Dentro al fuoco
- Titolo originale: The Fire
- Diretto da: Jack Bender
- Scritto da: Rick Cleveland

### Trama
Barbie non riesce più a trovare le sue piastrine e comincia a cercarle temendo di averle fatte cadere durante l'occultamento del cadavere di Peter, il marito di Julia. Più tardi viene avvicinato da Junior, il figlio di Big Jim, il quale lo aggredisce e minaccia di ucciderlo se non starà alla larga da Angie, che nel frattempo Junior ha rinchiuso nel bunker antiatomico di famiglia, preoccupato che la cupola possa fare del male ad Angie, che cerca di fuggire in ogni modo. Nel frattempo, alla stazione radio, Dodee e Phil riescono a scoprire che il misterioso campo di forza che circonda la cittadina di Chester's Mill è una cupola. Julia decide che questa informazione venga condivisa con la popolazione intera, senza preoccuparsi di un'eventuale ondata di panico. Nel frattempo Joe e il suo amico Ben studiano la barriera sperando di trovare una via di fuga, e scoprono che la cupola è semimpermeabile. Incaricato da Big Jim, il Reverendo Coggins si reca a casa di Duke per distruggere i documenti sulla spedizione di propano. L'uomo, nel bruciare i documenti che compromettono lui e Big Jim, provoca accidentalmente un incendio. Big Jim sembra voler sfruttare l'incidente per liberarsi di Coggins, ma Linda sente le sue urla e si precipita all'interno della casa per salvarlo. Alla domanda di Linda su che cosa il reverendo ci facesse in casa di Duke, il reverendo risponde che era andato a prelevare dei vestiti per Duke. Più tardi, a incendio domato, il vice sceriffo Paul perde il controllo e, in preda ad una crisi isterica, afferra la pistola e spara contro la cupola. Il proiettile però viene deviato e colpisce il collega Freddy, uccidendolo. 
- Guest star: Samantha Mathis (Alice Calvert), Mackenzie Lintz (Elinore "Norrie" Calvert-Hill), Beth Broderick (Rose Twitchell), Ned Bellamy (Reverendo Lester Coggins).
- Ascolti USA: telespettatori 11.810.000 – share (18–49 anni) 8%[6]
- Ascolti Italia: telespettatori 1.768.000 – share 9,08%[7]

## Caccia all'uomo
- Titolo originale: Manhunt
- Diretto da: Paul A. Edwards
- Scritto da: Adam Stein

### Trama
Dopo aver ucciso accidentalmente il collega, il vice sceriffo Paul Randolph si dà alla fuga scappando per i boschi che circondano Chester's Mill, mettendo in allarme Linda e Big Jim, i quali si fanno aiutare da Barbie nel tentativo di ritrovarlo. Durante l'inseguimento per i boschi, Paul uccide uno degli uomini di Big Jim e ne ferisce un secondo. Alla fine viene ucciso da Linda. Big Jim decide di designare come nuovo sceriffo Linda, profondamente colpito dalla determinazione della donna. Nel frattempo Julia, insospettita dal comportamento di Junior, decide di seguire il ragazzo finché non lo vede entrare in una struttura in stato d'abbandono, che risulta poi essere una fabbrica di cemento. Quando Joe invita Norrie a casa sua, quello che avrebbe dovuto essere un appuntamento a due si trasforma in una festa per gli adolescenti di Chester's Mill, grazie al contributo di Ben. Tuttavia, l'opportunità di divertirsi svanisce in fretta, perché, nonostante le madri di Norrie (Carolyn e Alice) si precipitano a casa di Joe per riprendersi la figlia, quest'ultima e Joe hanno una nuova crisi epilettica.
- Guest star: Mackenzie Lintz (Elinore "Norrie" Calvert-Hill), Beth Broderick (Rose Twitchell), Ned Bellamy (Reverendo Lester Coggins), con Leon Rippy (Ollie Dinsmore).
- Ascolti USA: telespettatori 10.570.000 – share (18–49 anni) 7%[8]
- Ascolti Italia: telespettatori 1.407.000 – share 8,21%[9]

## Epidemia
- Titolo originale: Outbreak
- Diretto da: Kari Skogland
- Scritto da: Peter Calloway

### Trama
I militari che presidiavano il perimetro della cupola e che erano l'unica cosa che dava sicurezza e protezione agli abitanti di Chester's Mill, hanno deciso di andarsene provocando così la ribellione della popolazione. All'improvviso Linda e alcuni altri abitanti hanno uno svenimento e altri sintomi strani che fanno pensare a un'epidemia di meningite. Barbie e Big Jim, andati alla farmacia per cercare dei farmaci, scoprono che è stata razziata di tutti i medicinali. Più avanti trovano il reverendo intento a bruciare i farmaci, convinto che l'epidemia sia un piano di Dio per far morire chi non merita di vivere. Riescono a riprendersi i farmaci salvati dal fuoco e a portarli al centro medico. È stato dato l'antibiotico che serviva a tutti gli ammalati così è stato scongiurato il rischio di una diffusione dell'epidemia. Intanto Angie, tenuta prigioniera da Junior nel bunker di suo padre, è sempre più furibonda e cerca in tutti i modi di uscire dalla sua prigione. Julia scopre che il marito sia scomparso, forse fuggito, a causa di debiti che Barbie doveva riscuotere. In realtà è morto, ed è stato sepolto proprio da Barbie ma forse non è lui il suo assassino. Big Jim, tornato a casa sua, sente delle urla e scopre che Angie è rinchiusa nel suo bunker, ma invece di liberarla la tiene ancora rinchiusa perché dice che vuole pensarci.
- Guest star: Samantha Mathis (Alice Calvert), Mackenzie Lintz (Elinore "Norrie" Calvert-Hill), Ned Bellamy (Reverendo Lester Coggins), con Leon Rippy (Ollie Dinsmore) e Celia Weston (Signora Moore).
- Ascolti USA: telespettatori 11.130.000 – share (18–49 anni) 8%[10]
- Ascolti Italia: telespettatori 1.278.000 – share 7,92%[11]

## Fuoco amico
- Titolo originale: Blue on Blue
- Diretto da: Jack Bender
- Scritto da: Brian K. Vaughan

### Trama
Big Jim, nonostante abbia scoperto che suo figlio tiene Angie prigioniera nel suo bunker, vuole pensarci prima di liberarla. Joe, Norrie e Barbie trovano per caso una miriade di farfalle monarca (Danaus plexippus) che si sono depositate sulla superficie di una parte della cupola. I federali hanno deciso di fare incontrare agli abitanti di Chester's Mill le persone care rimaste all'esterno della cupola. Big Jim era implicato in un traffico di propano per la produzione di droga insieme al reverendo Lester che lo minaccia di rivelare il suo segreto se non decide di chiedere perdono per i suoi peccati. Barbie, comunicando con un soldato dietro la cupola, scopre che il governo ha ordinato di lanciare un potente missile per distruggere la cupola, così Julia fa un comunicato alla radio per avvertire la popolazione di mettersi al riparo alla fabbrica di cemento. Così, finalmente, Big Jim decide di liberare Angie. Il missile viene lanciato come previsto, ma la cupola non viene neppure scalfita. Big Jim dopo si dirige verso la superficie della cupola e, mentre osserva la distruzione avvenuta dall'altra parte, si avvicina per caso il reverendo che gli dice che Chester's Mill è salva grazie al suo pentimento e che dovrebbe farlo anche lui, ma mentre dice questo Big Jim lo uccide premendogli la testa contro la cupola e provocando così l’esplosione dell’apparecchio acustico che il reverendo porta all’orecchio.
- Guest star: Samantha Mathis (Alice Calvert), Mackenzie Lintz (Elinore "Norrie" Calvert-Hill), Beth Broderick (Rose Twitchell), Ned Bellamy (Reverendo Lester Coggins), Dale Raoul (Andrea Grinell), Jeff Glor (Jeff Glor).
- Ascolti USA: telespettatori 11.600.000 – share (18–49 anni) 8%[12]
- Ascolti Italia: telespettatori 1.440.000 – share 9,51%[13]

## La sete
- Titolo originale: The Endless Thirst
- Diretto da: Kari Skogland
- Scritto da: Soo Hugh

### Trama
Angie liberata da Big Jim, si era diretta a casa sua per cercare suo fratello Joe ma vi trova Junior ad aspettarla. Spaventata di cosa potesse farle ancora, lo colpisce con un soprammobile e scappa. Alice (una delle due mamme di Norrie) forse non del tutto cosciente per via del diabete, va in mezzo alla strada e causa un incidente a un autocarro che colpisce la torre dell'acquedotto e viene distrutta. Il lago vicino viene trovato essere inquinato di metano e pieno di pesci morti. Big Jim tenta di risolvere il problema idrico rivolgendosi a Ollie che possiede un pozzo, ma questo si rifiuta di aiutarlo se non gli paga l'acqua. Junior va alla ricerca di Angie per paura che possa dire a qualcuno come egli l'abbia rinchiusa e maltrattata. Tutto questo causa delle sommosse e irruzioni nei negozi da parte di sciacalli. In una di queste, Rose rimane uccisa e Angie viene trovata a terra svenuta. Una cosa sola riesce a fermare le sommosse: una pioggia improvvisa, proprio mentre Linda sta per sparare a qualcuno, che ridà un po' di speranza alla gente. Big Jim porta Angie a casa sua e, appena sveglia, le chiede di fare un accordo e che le darà qualsiasi cosa desideri al prezzo del suo silenzio riguardo al sequestro subito da parte di Junior.
- Guest star: Samantha Mathis (Alice Calvert), Mackenzie Lintz (Elinore "Norrie" Calvert-Hill), Beth Broderick (Rose Twitchell), Dale Raoul (Andrea Grinell), con Leon Rippy (Ollie Dinsmore).
- Ascolti USA: telespettatori 11.410.000 – share (18–49 anni) 8%[14]
- Ascolti Italia: telespettatori 1.565.000 – share 8,63%[15]

## Cerchi imperfetti
- Titolo originale: Imperfect Circles
- Diretto da: Miguel Sapochnik
- Scritto da: Caitlin Parrish

### Trama
Una donna che sta per far nascere il primo bambino sotto la cupola, crede di vedere suo marito ma quando si avvicina per salutarlo si accorge che era un'allucinazione e che in realtà ha toccato la cupola. Subito dopo avverte i dolori del travaglio imminente. Joe, insieme a Norrie, ha avuto l'intuizione che, come l'atomo ha uno strato esterno e il nucleo centrale, anche la cupola deve avere il suo nucleo, così vanno nel bosco alla ricerca di qualcosa di simile. Trovano un mucchio di foglie secche e dentro una mini-cupola identica a quella grande, ma contiene uno strano uovo di colore viola. Alice, ammalata di diabete, dopo aver aiutato una donna a partorire il primo nato sotto la cupola muore sotto gli occhi della figlia Norrie.
- Guest star: Samantha Mathis (Alice Calvert), Mackenzie Lintz (Elinore "Norrie" Calvert-Hill), Dale Raoul (Andrea Grinell), Megan Ketch (Harriet Arnold), con Leon Rippy (Ollie Dinsmore).
- Ascolti USA: telespettatori 10.420.000 – share (18–49 anni) 7%[16]
- Ascolti Italia: telespettatori 1.431.000 – share 6,58%[17]

## Il sangue non è acqua
- Titolo originale: Thicker Than Water
- Diretto da: Jack Bender
- Scritto da: Adam Stein

### Trama
Ollie ha deciso di rifiutarsi di aiutare con le sue risorse la città a sopravvivere, al solo scopo di screditare Big Jim e prendere il suo posto. Allora Big Jim con Barbie e Linda decidono di adottare come strumento legale l'esproprio, ma al loro arrivo nella proprietà di Ollie non trovano né lui né i suoi uomini; si presentano all'improvviso per poterli sorprendere e costringerli sotto minaccia di venire uccisi, ad allontanarsi. Junior, con l'intento di allearsi con Ollie, senza esitare, toglie la pistola a suo padre che così è costretto ad andarsene. Nel frattempo, Julia viene a sapere da Joe dell'esistenza dell'uovo; Julia gli chiede subito di andare a vederlo. Arrivati là, Julia è inizialmente sorpresa, poi tocca la mini-cupola e un ragazzo dalle sembianze di Joe le appare davanti e le dice "il monarca verrà incoronato". Big Jim organizza un'altra irruzione nella proprietà di Ollie, questa volta con molti più uomini, tutti armati, per tentare di eliminarlo ma viene catturato. Junior lo costringe sotto la minaccia di un fucile, di dire la verità sulla morte di sua madre. Alla fine Big Jim confessa che non si era trattato di un incidente, ma che sua madre si era suicidata e che non gliel'ha mai detto perché non voleva che sapesse che sua madre li avesse abbandonati. Ollie insiste di finirlo ma Junior decide invece di sparare a Ollie stesso che cade a terra morto.
- Guest star: Mackenzie Lintz (Elinore "Norrie" Calvert-Hill), con Leon Rippy (Ollie Dinsmore).
- Ascolti USA: telespettatori 10.360.000 – share (18–49 anni) 7%[18]
- Ascolti Italia: telespettatori 1.467.000 – share 6,09%[19]

## La quarta mano
- Titolo originale: The Fourth Hand
- Diretto da: Roxann Dawson
- Scritto da: Daniel Truly

### Trama
Julia porta Barbie a vedere la mini-cupola ma non trovano più niente, solo un piccolo cratere. Angie ha l'intenzione di prendersi la responsabilità della tavola calda, ora che Rose è morta, ed è questo che vuole che sia il prezzo del suo silenzio per il sequestro subito da Junior. Quest'ultimo si presenta a salutarla nel suo locale ma lei cerca di mandarlo via quando, all'improvviso, cade a terra in preda a convulsioni e dicendo ripetutamente la frase "le stelle rosa stanno cadendo". Big Jim, entrando a casa sua, viene sorpreso dalla presenza di una donna misteriosa chiamata Max. Barbie e Linda scoprono da un tossicodipendente che il reverendo Lester spacciava droga, infatti ne hanno le prove quando vanno a controllare in sacrestia. Linda poi scopre il deposito di propano tenuto da Big Jim usato per produrre droga, e in un video delle telecamere a circuito chiuso vede Duke, lo sceriffo morto, prendere una busta da una donna, Max. Intanto Joe e Norrie, grazie al fiuto del cane Truman, ritrovano la mini-cupola in un casolare. Poco dopo arriva Angie che fa sapere a Joe di essere stato lui stesso a portare la mini-cupola perché l'ha visto uscire da sonnambulo la notte scorsa. Si avvicinano tutti e tre, posano la mano sulla mini-cupola e questa si illumina di rosa e compare la traccia di una quarta mano, mancante.
- Guest star: Mackenzie Lintz (Elinore "Norrie" Calvert-Hill), Dale Raoul (Andrea Grinell), con Natalie Zea (Maxine Seagrave).
- Ascolti USA: telespettatori 10.640.000 – share (18–49 anni) 7%[20]
- Ascolti Italia: telespettatori 975.000 – share 5,00%[21]

## Giochi pericolosi
- Titolo originale: Let the Games Begin
- Diretto da: Sergio Mimica-Gezzan
- Scritto da: Andres Fischer-Centeno e Peter Calloway

### Trama
Joe, Angie e Norrie cercano di trovare chi è la quarta mano per capire cosa vuole la mini-cupola. Linda e Julia stanno indagando sui segreti degli ormai defunti Duke e il reverendo Coggins riguardo ad un presunto affare per la produzione e il traffico di droga e per fare questo vanno verso una cassetta di sicurezza della banca della città avendo trovato una chiave dello stesso tipo nascosta nel cappello di Duke. Nel frattempo Max sta organizzando un ritrovo per scommesse su incontri di boxe per far divertire i suoi scagnozzi e avere il suo introito. Linda e Julia trovano una lettera nella cassetta di sicurezza di Duke da cui si scopre che in realtà aveva fatto un patto con Max: il municipio comprava il propano che le serviva, mascherandolo da riserve di emergenza, e lei teneva lontano da Chester's Mill la droga che produceva. Il reverendo riciclava il ricavato e Big Jim era l'uomo di copertura che diceva di comprare il propano per la città. Julia invece trova nella cassetta di sicurezza del marito una polizza sulla vita di 1 milione di dollari. Nel frattempo Angie ha capito a chi appartiene la quarta mano; appartiene al suo ex fidanzato Junior da cui vorrebbe stare il più lontano possibile ma che la cupola la costringe ad averci ancora a che fare. Vanno tutti e quattro al granaio dove c'è la mini-cupola, vi posano la mano e tutto si illumina creando uno spettacolo mai visto di stelle rosa.
- Guest star: Natalie Zea (Maxine Seagrave), Mackenzie Lintz (Elinore "Norrie" Calvert-Hill) e Mare Winningham (Agatha Seagrave).
- Ascolti USA: telespettatori 11.110.000 – share (18–49 anni) 7%[22]
- Ascolti Italia: telespettatori 828.000 – share 4,34%[23]

## Parla del Diavolo
- Titolo originale: Speak of the Devil
- Diretto da: David M. Barrett
- Scritto da: Scott Gold

### Trama
Joe, Norrie, Junior e Angie che si trovano nel fienile dove c'è stato lo spettacolo a cui hanno potuto assistere toccando insieme la mini-cupola, stanno ragionando sul perché si trovino in questa situazione e se devono dire ad altri quello che hanno visto. Decidono di dire solo a Julia il loro segreto perché di lei si fidano. Intanto Big Jim viene interrogato da Linda per dare spiegazioni sul malaffare in cui era coinvolto insieme al reverendo e alla donna che si fa chiamare Max. Ma Big Jim, con il suo solito opportunismo, cerca di far cadere le responsabilità su Barbie che, lavorando per Max, era arrivato a Chester's Mill per riscuotere i debiti di gioco dal marito di Julia, che da allora risulta irreperibile. Poi, una mattina Max si presenta alla casa di Julia e, senza dire una parola, le spara ferendola gravemente. Intanto nel fienile c'è stata la solita lite tra Junior e Angie che respinge quello che Junior pensa sia solo amore, così Junior volta le spalle e decide di troncare ogni legame con la mini-cupola. Subito dopo si scatena un tornado che fa pensare agli altri delle quattro mani che questa sia la reazione della cupola per il comportamento di Junior. Non appena Junior viene convinto da Angie a rientrare nel gruppo, il tornado si placa. Nel frattempo Big Jim e Barbie decidono di tendere un'imboscata a Max, nella fabbrica di cemento, per catturarla ma vengono a loro volta catturati e minacciati di morte. A un certo punto va via la luce, come era stato pianificato da Barbie per mezzo di un timer collegato alla centralina elettrica, e adesso le parti sono invertite: Barbie e Big Jim hanno catturato Max e il suo socio. Barbie va a prendere l'auto per portarli alla polizia, ma non appena lui si volta, Big Jim spara a Max e il suo socio. Ora sta per eliminare anche Barbie ma lui riesce a disarmarlo e, mentre gli punta la pistola, arriva Linda. Big Jim dice a Linda che sia stato Barbie a uccidere i due criminali e cercherà di far cadere su di lui tutte le sue colpe. Barbie sta per essere catturato da Linda ma riesce a scappare. Big Jim emana un ordine di cattura per Barbie e dichiara di volerlo processare e, se colpevole, condannarlo a morte. Intanto le quattro mani decidono di toccare la cupola per avere delle risposte e vedono avvicinarsi Big Jim dall'altra parte che comincia a sanguinare da tutte le parti, mentre Joe, Norrie, Angie e Junior si ritrovano con un coltello in mano insanguinato.
- Guest star: Natalie Zea (Maxine Seagrave), Mackenzie Lintz (Elinore "Norrie" Calvert-Hill) e Mare Winningham (Agatha Seagrave).
- Ascolti USA: telespettatori 11.150.000 – share (18–49 anni) 8%[24]
- Ascolti Italia: telespettatori 1.019.000 – share 4,61%[25]

## Stato di emergenza
- Titolo originale: Exigent Circumstances
- Diretto da: Peter Leto
- Scritto da: Adam Stein e Caitlin Parrish

### Trama
Big Jim dichiara lo stato di emergenza davanti alla popolazione e promette di catturare Barbie e assicurarlo alla giustizia. Intanto Julia è ricoverata in ospedale e in pericolo di vita a seguito della ferita infertale da Max. Big Jim ha fatto credere che sia stato Barbie a spararle, pur sapendo bene come siano andate le cose. Ora ha ordinato a suo figlio di sorvegliare Julia e di avvisarlo non appena si svegliasse. Barbie, per salvarla, va da Angie e le chiede di portar via Julia; Angie gli crede subito, conoscendo bene chi è Big Jim. Intanto, quest'ultimo sente per caso alla radio, in presenza di Dodee, una frase che potrebbe incriminarlo riguardo a un avvistamento da parte di un drone dei militari che presidiano il perimetro esterno, così uccide Dodee, non prima di averle estorto qualche informazione sull'uovo. Angie e Barbie riescono a portare in salvo Julia e nasconderla dalle intenzioni letali di Big Jim. Barbie si fa catturare per dare più chance ad Angie. Big Jim propone a Barbie, ora dietro le sbarre, di dichiararsi colpevole in pubblico di tutte le accuse che gli vengono mosse in cambio di migliori trattamenti, lui sembra accettare, ma al momento di pronunciarsi davanti alla popolazione dice convintamente: "non colpevole".
- Guest star: Mackenzie Lintz (Elinore "Norrie" Calvert-Hill), Jason Alexander Davis (Signor Alcott).
- Ascolti USA: telespettatori 9.720.000 – share (18–49 anni) 6%[26]
- Ascolti Italia: telespettatori 909.000 – share 4,21%[27]

## Sipario
- Titolo originale: Curtains
- Diretto da: Jack Bender
- Scritto da: Brian K. Vaughan e Scott Gold

### Trama
Big Jim fa seguire da Linda Joe e Norrie che sono stati rilasciati (erano in prigione), così scopre dove è tenuto nascosto l'uovo. Proprio nel momento del suo arrivo, si schiude il bozzolo di farfalla che si trovava all'interno della mini-cupola. La farfalla comincia a svolazzare sbattendo contro le pareti e si formano delle macchie scure sulla superficie mentre, nello stesso tempo, si oscura la città perché avviene la medesima cosa alla grande cupola. Julia si fa forza e insieme ad Angie va a liberare Barbie. Joe e gli altri portano la mini-cupola alla fabbrica di cemento. Posano le loro mani sulla mini-cupola che sembra indirizzarli con una traccia luminosa a forma di mano, qualche momento dopo si illumina di una luce abbagliante e si apre frantumandosi interamente, lasciando la farfalla monarca libera di volare. A un certo punto anche l'uovo si illumina e comincia a vibrare nel bel mezzo di un terremoto. Julia si avvicina, prende in mano l'uovo, il terremoto si quieta e l'uovo ritorna al suo normale colore scuro. Intanto Big Jim vuole far costruire una forca per condannare pubblicamente Barbie all'impiccagione. Junior non crede a quello che la cupola vuole che facciano, per questo cerca di farsi consegnare l'uovo da Julia, la quale lancia l'uovo ad Angie e tutti insieme scappano. Barbie, pur essendo ancora con le mani legate, cerca di tenere a bada Junior ma viene neutralizzato e arrestato. Julia, Joe, Norrie e Angie vanno nel bosco con l'uovo, dal quale cercano in qualche modo di capire cosa fare. Improvvisamente compare una donna, dalle sembianze di Alice (la madre di Norrie) che dice: "la cupola non è una punizione, è qui per proteggervi; dovete guadagnarvi la luce proteggendo l'uovo", e scompare. Big Jim emana un comunicato radio in cui chiede a Julia di consegnare l'uovo entro un'ora, se non lo farà, Barbie verrà giustiziato. Julia sceglie di non consegnarlo e di gettarlo nel lago. Non appena l'uovo finisce nel lago, l'acqua si illumina e si formano delle scie rosa che si stagliano nel cielo fino a riportare la luce nella città buia, mentre Barbie si trova già sul patibolo per essere giustiziato.
- Guest star: Samantha Mathis (Alice Calvert), Mackenzie Lintz (Elinore "Norrie" Calvert-Hill), Dale Raoul (Andrea Grinell).
- Ascolti USA: telespettatori 12.100.000 – share (18–49 anni) 8%[28]
- Ascolti Italia: telespettatori 953.000 – share 4,62%[29]